# Alter Friedhof (Barnstorf)

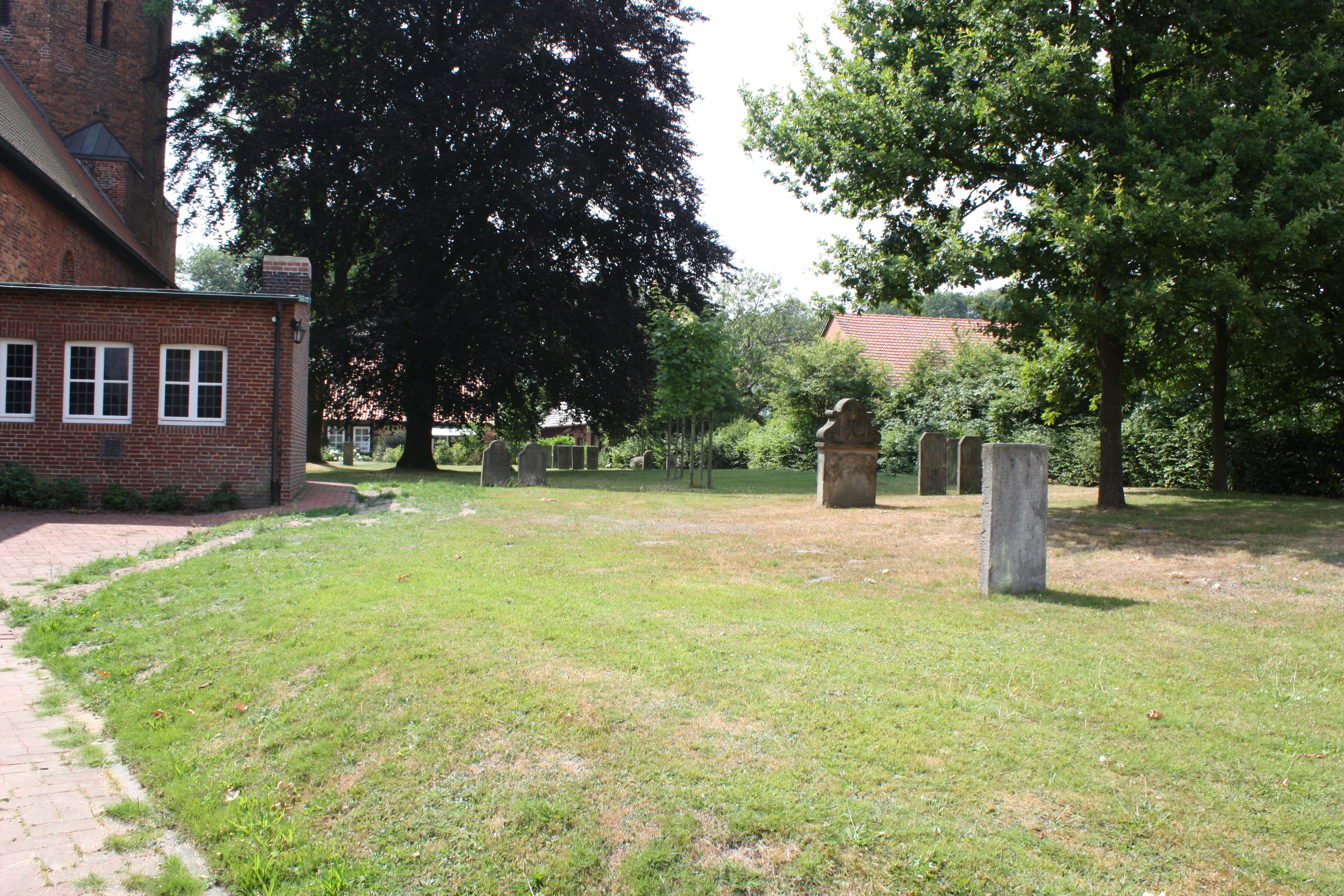
Alter Friedhof Barnstorf

Der Alte Friedhof Barnstorf liegt im Flecken Barnstorf im niedersächsischen Landkreis Diepholz. Der Friedhof an der St.-Veit-Kirche, auf dem noch einige Grabsteine des 17. bis 19. Jahrhunderts erhalten sind, war bis zum Jahr 1894 der Begräbnisplatz für die Verstorbenen aus der Kirchengemeinde Barnstorf.

## Geschichte
Der alte Friedhof wurde 1894 als Begräbnisstätte geschlossen und nach 1930 in eine Parkanlage umgewandelt. Ein neuer Friedhof an der Straße nach Goldenstedt an der Walsener Straße im Norden des Ortes wurde 1891 eröffnet.